# Каменка (Грачовський район)
Ка́менка (рос. Каменка) — село у складі Грачовського району Оренбурзької області, Росія.

## Населення
Населення — 15 осіб (2010; 144 у 2002).
Національний склад (станом на 2002 рік):
- росіяни — 71 %